# Trichoniscus raitchevi
Trichoniscus raitchevi är en kräftdjursart som beskrevs av Mikhail P. Andreev och Ionel Grigore Tabacaru 1972. Trichoniscus raitchevi ingår i släktet Trichoniscus och familjen Trichoniscidae. Inga underarter finns listade i Catalogue of Life.